# Skiffia francesae
Skiffia francesae är en fiskart som beskrevs av Kingston, 1978. Skiffia francesae ingår i släktet Skiffia och familjen Goodeidae. Inga underarter finns listade i Catalogue of Life.